# Peter Brown (paléoanthropologue)
Pour les articles homonymes, voir Peter Brown et Brown.
Peter Brown, paléontologue, a travaillé dans la partie Est de l'Afrique.
Sa principale contribution à la paléontologie est l'étude du squelette de l'individu LB1 (ou Ebu) de l'espèce Homo floresiensis retrouvé dans la grotte Liang Bua sur l'île de Florès.
Il fait partie de l'Université de Nouvelle-Angleterre (University of New-England), située à Armidale en Australie.